# A Nine O'Clock Town
A Nine O'Clock Town is een Amerikaanse filmkomedie uit 1918 onder regie van Victor Schertzinger. De film is wellicht zoekgeraakt.

## Verhaal
David Clary heeft een klein winkeltje in een provinciestad. Hij maakt kennis met een sluwe revuedanseres uit de grote stad. Zij is van plan om David al zijn geld af te troggelen door hem te versieren en te chanteren. Ze wordt uiteindelijk ontmaskerd door het korsetmodel van David.

## Rolverdeling
| Acteur              | Personage         |
| ------------------- | ----------------- |
| Charles Ray         | David Clary       |
| Jane Novak          | Katherine Farrell |
| Otto Hoffman        | John Clary        |
| Gertrude Claire     | Mevrouw Clary     |
| Catherine Young     | Dame              |
| Dorcas Matthews     | Model             |
| Milton Ross         | Man van de dame   |
| Melbourne MacDowell | Mijnheer Adler    |
| Caroline Rankin     | Verkoopster       |